# Schiekia orinocensis
Schiekia orinocensis är en enhjärtbladig växtart som först beskrevs av Carl Sigismund Kunth, och fick sitt nu gällande namn av Carl Daniel Friedrich Meisner. Schiekia orinocensis ingår i släktet Schiekia och familjen Haemodoraceae.

## Underarter
Arten delas in i följande underarter:
- S. o. orinocensis
- S. o. silvestris